# Parutaetus
Parutaetus és un gènere extint de mamífers cingulats de la família dels clamifòrids (o, segons altres classificacions, dels dasipòdids) que visqueren a Sud-amèrica des de l'Eocè mitjà fins a l'Oligocè inferior, fa entre 28,4 i 47,8 milions d'anys. Se n'han trobat restes fòssils a l'Argentina, el Brasil i Xile. Foren uns dels primers eufractins a divergir. La tendència evolutiva que mostren cap a un nombre més gran de forats glandulars i pilífers podria tenir a veure amb el refredament global de mitjans i finals de l'Eocè. El nom genèric Parutaetus significa ‘prop d'Utaetus’.